# Молодіжна збірна Таїланду з футболу
Молодіжна збірна Таїланду з футболу — національна молодіжна футбольна збірна Таїланду, що складається у залежності від турніру із гравців віком до 19 або до 20 років. Вважається основним джерелом кадрів для підсилення складу основної збірної Таїланду. Керівництво командою здійснює Футбольна асоціація Таїланду.
Команда має право участі у Юнацькому кубку Азії до 19 років, у випадку успішного виступу на якому може кваліфікуватися на молодіжний чемпіонат світу до 20 років. Також може брати участь у товариських і регіональних змаганнях, зокрема у Юнацькому чемпіонаті АФФ.

## Виступи на міжнародних турнірах

### Чемпіонат світу U-20
| Молодіжний чемпіонат світу | Молодіжний чемпіонат світу | Молодіжний чемпіонат світу | Молодіжний чемпіонат світу | Молодіжний чемпіонат світу | Молодіжний чемпіонат світу | Молодіжний чемпіонат світу | Молодіжний чемпіонат світу | Молодіжний чемпіонат світу | Молодіжний чемпіонат світу |                        | Статистика відбору     | Статистика відбору     | Статистика відбору     | Статистика відбору     | Статистика відбору     | Статистика відбору |
| Рік                        | Країна-господар            | Результат                  | Місце                      | І                          | В                          | Н*                         | П                          | Г+                         | Г-                         |                        | І                      | В                      | Н                      | П                      | Г+                     | Г-                 |
| -------------------------- | -------------------------- | -------------------------- | -------------------------- | -------------------------- | -------------------------- | -------------------------- | -------------------------- | -------------------------- | -------------------------- | ---------------------- | ---------------------- | ---------------------- | ---------------------- | ---------------------- | ---------------------- | ------------------ |
| 1977                       | Туніс                      | відмовилися від участі     | відмовилися від участі     | відмовилися від участі     | відмовилися від участі     | відмовилися від участі     | відмовилися від участі     | відмовилися від участі     | відмовилися від участі     | відмовилися від участі | відмовилися від участі | відмовилися від участі | відмовилися від участі | відмовилися від участі | відмовилися від участі |                    |
| 1979                       | Японія                     | відмовилися від участі     | відмовилися від участі     | відмовилися від участі     | відмовилися від участі     | відмовилися від участі     | відмовилися від участі     | відмовилися від участі     | відмовилися від участі     | відмовилися від участі | відмовилися від участі | відмовилися від участі | відмовилися від участі | відмовилися від участі | відмовилися від участі |                    |
| 1981                       | Австралія                  | не кваліфікувалася         | не кваліфікувалася         | не кваліфікувалася         | не кваліфікувалася         | не кваліфікувалася         | не кваліфікувалася         | не кваліфікувалася         | не кваліфікувалася         | 8                      | 3                      | 1                      | 4                      | 17                     | 8                      |                    |
| 1983                       | Мексика                    | не кваліфікувалася         | не кваліфікувалася         | не кваліфікувалася         | не кваліфікувалася         | не кваліфікувалася         | не кваліфікувалася         | не кваліфікувалася         | не кваліфікувалася         | 4                      | 3                      | 1                      | 0                      | 20                     | 5                      |                    |
| 1985                       | СРСР                       | не кваліфікувалася         | не кваліфікувалася         | не кваліфікувалася         | не кваліфікувалася         | не кваліфікувалася         | не кваліфікувалася         | не кваліфікувалася         | не кваліфікувалася         | 6                      | 2                      | 1                      | 3                      | 9                      | 15                     |                    |
| 1987                       | Чилі                       | не кваліфікувалася         | не кваліфікувалася         | не кваліфікувалася         | не кваліфікувалася         | не кваліфікувалася         | не кваліфікувалася         | не кваліфікувалася         | не кваліфікувалася         | 3                      | 1                      | 1                      | 1                      | 3                      | 2                      |                    |
| 1989                       | Саудівська Аравія          | не кваліфікувалася         | не кваліфікувалася         | не кваліфікувалася         | не кваліфікувалася         | не кваліфікувалася         | не кваліфікувалася         | не кваліфікувалася         | не кваліфікувалася         | 6                      | 3                      | 1                      | 2                      | 26                     | 5                      |                    |
| 1991                       | Португалія                 | не кваліфікувалася         | не кваліфікувалася         | не кваліфікувалася         | не кваліфікувалася         | не кваліфікувалася         | не кваліфікувалася         | не кваліфікувалася         | не кваліфікувалася         | N/A                    | N/A                    | N/A                    | N/A                    | N/A                    | N/A                    |                    |
| 1993                       | Австралія                  | не кваліфікувалася         | не кваліфікувалася         | не кваліфікувалася         | не кваліфікувалася         | не кваліфікувалася         | не кваліфікувалася         | не кваліфікувалася         | не кваліфікувалася         | 8                      | 4                      | 1                      | 3                      | 11                     | 14                     |                    |
| 1995                       | Катар                      | не кваліфікувалася         | не кваліфікувалася         | не кваліфікувалася         | не кваліфікувалася         | не кваліфікувалася         | не кваліфікувалася         | не кваліфікувалася         | не кваліфікувалася         | 8                      | 4                      | 2                      | 2                      | 19                     | 6                      |                    |
| 1997                       | Малайзія                   | не кваліфікувалася         | не кваліфікувалася         | не кваліфікувалася         | не кваліфікувалася         | не кваліфікувалася         | не кваліфікувалася         | не кваліфікувалася         | не кваліфікувалася         | 7                      | 4                      | 1                      | 2                      | 27                     | 8                      |                    |
| 1999                       | Нігерія                    | не кваліфікувалася         | не кваліфікувалася         | не кваліфікувалася         | не кваліфікувалася         | не кваліфікувалася         | не кваліфікувалася         | не кваліфікувалася         | не кваліфікувалася         | 4                      | 1                      | 3                      | 0                      | 6                      | 2                      |                    |
| 2001                       | Аргентина                  | не кваліфікувалася         | не кваліфікувалася         | не кваліфікувалася         | не кваліфікувалася         | не кваліфікувалася         | не кваліфікувалася         | не кваліфікувалася         | не кваліфікувалася         | 7                      | 2                      | 2                      | 3                      | 25                     | 16                     |                    |
| 2003                       | ОАЕ                        | не кваліфікувалася         | не кваліфікувалася         | не кваліфікувалася         | не кваліфікувалася         | не кваліфікувалася         | не кваліфікувалася         | не кваліфікувалася         | не кваліфікувалася         | 6                      | 2                      | 2                      | 2                      | 17                     | 8                      |                    |
| 2005                       | Нідерланди                 | не кваліфікувалася         | не кваліфікувалася         | не кваліфікувалася         | не кваліфікувалася         | не кваліфікувалася         | не кваліфікувалася         | не кваліфікувалася         | не кваліфікувалася         | 5                      | 3                      | 1                      | 1                      | 7                      | 4                      |                    |
| 2007                       | Канада                     | не кваліфікувалася         | не кваліфікувалася         | не кваліфікувалася         | не кваліфікувалася         | не кваліфікувалася         | не кваліфікувалася         | не кваліфікувалася         | не кваліфікувалася         | 5                      | 3                      | 0                      | 2                      | 8                      | 6                      |                    |
| 2009                       | Єгипет                     | не кваліфікувалася         | не кваліфікувалася         | не кваліфікувалася         | не кваліфікувалася         | не кваліфікувалася         | не кваліфікувалася         | не кваліфікувалася         | не кваліфікувалася         | 8                      | 5                      | 0                      | 3                      | 15                     | 7                      |                    |
| 2011                       | Колумбія                   | не кваліфікувалася         | не кваліфікувалася         | не кваліфікувалася         | не кваліфікувалася         | не кваліфікувалася         | не кваліфікувалася         | не кваліфікувалася         | не кваліфікувалася         | 8                      | 4                      | 1                      | 3                      | 10                     | 5                      |                    |
| 2013                       | Туреччина                  | не кваліфікувалася         | не кваліфікувалася         | не кваліфікувалася         | не кваліфікувалася         | не кваліфікувалася         | не кваліфікувалася         | не кваліфікувалася         | не кваліфікувалася         | 7                      | 4                      | 1                      | 2                      | 18                     | 6                      |                    |
| 2015                       | Нова Зеландія              | не кваліфікувалася         | не кваліфікувалася         | не кваліфікувалася         | не кваліфікувалася         | не кваліфікувалася         | не кваліфікувалася         | не кваліфікувалася         | не кваліфікувалася         | 7                      | 4                      | 0                      | 3                      | 16                     | 10                     |                    |
| 2017                       | Південна Корея             | не кваліфікувалася         | не кваліфікувалася         | не кваліфікувалася         | не кваліфікувалася         | не кваліфікувалася         | не кваліфікувалася         | не кваліфікувалася         | не кваліфікувалася         | 7                      | 3                      | 0                      | 4                      | 17                     | 12                     |                    |
| 2019                       | Польща                     | не кваліфікувалася         | не кваліфікувалася         | не кваліфікувалася         | не кваліфікувалася         | не кваліфікувалася         | не кваліфікувалася         | не кваліфікувалася         | не кваліфікувалася         | 7                      | 3                      | 1                      | 3                      | 18                     | 19                     |                    |
| 2021                       | Індонезія                  | не кваліфікувалася         | не кваліфікувалася         | не кваліфікувалася         | не кваліфікувалася         | не кваліфікувалася         | не кваліфікувалася         | не кваліфікувалася         | не кваліфікувалася         | 4                      | 2                      | 0                      | 2                      | 31                     | 3                      |                    |
| 2023                       | Аргентина                  | не кваліфікувалася         | не кваліфікувалася         | не кваліфікувалася         | не кваліфікувалася         | не кваліфікувалася         | не кваліфікувалася         | не кваліфікувалася         | не кваліфікувалася         | 3                      | 2                      | 0                      | 1                      | 6                      | 3                      |                    |
| 2025                       | Чилі                       | не кваліфікувалася         | не кваліфікувалася         | не кваліфікувалася         | не кваліфікувалася         | не кваліфікувалася         | не кваліфікувалася         | не кваліфікувалася         | не кваліфікувалася         | 6                      | 2                      | 1                      | 3                      | 21                     | 10                     |                    |
| Усього                     | Усього                     | 0/24                       |                            | -                          | -                          | -                          | -                          | -                          | -                          | 134                    | 64                     | 21                     | 49                     | 347                    | 174                    |                    |

### Юнацький (U-19) кубок Азії з футболу
| Юнацький (U-19) кубок Азії | Юнацький (U-19) кубок Азії | Юнацький (U-19) кубок Азії | Юнацький (U-19) кубок Азії | Юнацький (U-19) кубок Азії | Юнацький (U-19) кубок Азії | Юнацький (U-19) кубок Азії | Юнацький (U-19) кубок Азії | Юнацький (U-19) кубок Азії | Юнацький (U-19) кубок Азії |                             | Статистика відбору          | Статистика відбору          | Статистика відбору          | Статистика відбору          | Статистика відбору          | Статистика відбору |
| Рік                        | Країна-господар            | Результат                  | Місце                      | І                          | В                          | Н                          | П                          | Г+                         | Г-                         |                             | І                           | В                           | Н                           | П                           | Г+                          | Г-                 |
| -------------------------- | -------------------------- | -------------------------- | -------------------------- | -------------------------- | -------------------------- | -------------------------- | -------------------------- | -------------------------- | -------------------------- | --------------------------- | --------------------------- | --------------------------- | --------------------------- | --------------------------- | --------------------------- | ------------------ |
| 1959                       | Малайя                     | втішний раунд              | 5-е                        | 6                          | 4                          | 1                          | 1                          | 17                         | 8                          | відбір не проводився        | відбір не проводився        | відбір не проводився        | відбір не проводився        | відбір не проводився        | відбір не проводився        |                    |
| 1960                       | Малайя                     | груповий етап              | 6-е                        | 3                          | 1                          | 0                          | 2                          | 4                          | 9                          | відбір не проводився        | відбір не проводився        | відбір не проводився        | відбір не проводився        | відбір не проводився        | відбір не проводився        |                    |
| 1961                       | Таїланд                    | третє місце                | 3-є                        | 5                          | 4                          | 0                          | 1                          | 14                         | 6                          | відбір не проводився        | відбір не проводився        | відбір не проводився        | відбір не проводився        | відбір не проводився        | відбір не проводився        |                    |
| 1962                       | Таїланд                    | переможець                 | 1-е                        | 6                          | 4                          | 2                          | 0                          | 10                         | 3                          | відбір не проводився        | відбір не проводився        | відбір не проводився        | відбір не проводився        | відбір не проводився        | відбір не проводився        |                    |
| 1963                       | Малайя                     | третє місце                | 3-є                        | 6                          | 4                          | 0                          | 2                          | 15                         | 8                          | відбір не проводився        | відбір не проводився        | відбір не проводився        | відбір не проводився        | відбір не проводився        | відбір не проводився        |                    |
| 1964                       | Південний В'єтнам          | відмовилися від участі     | відмовилися від участі     | відмовилися від участі     | відмовилися від участі     | відмовилися від участі     | відмовилися від участі     | відмовилися від участі     | відмовилися від участі     | відбір не проводився        | відбір не проводився        | відбір не проводився        | відбір не проводився        | відбір не проводився        | відбір не проводився        |                    |
| 1965                       | Японія                     | груповий етап              | 6-е                        | 4                          | 1                          | 1                          | 2                          | 1                          | 3                          | відбір не проводився        | відбір не проводився        | відбір не проводився        | відбір не проводився        | відбір не проводився        | відбір не проводився        |                    |
| 1966                       | Філіппіни                  | третє місце                | 3-є                        | 6                          | 3                          | 2                          | 1                          | 9                          | 4                          | відбір не проводився        | відбір не проводився        | відбір не проводився        | відбір не проводився        | відбір не проводився        | відбір не проводився        |                    |
| 1967                       | Таїланд                    | чвертьфінали               | 5-е                        | 3                          | 2                          | 0                          | 1                          | 12                         | 1                          | відбір не проводився        | відбір не проводився        | відбір не проводився        | відбір не проводився        | відбір не проводився        | відбір не проводився        |                    |
| 1968                       | Південна Корея             | другий раунд               | 6-е                        | 2                          | 0                          | 0                          | 2                          | 1                          | 5                          | відбір не проводився        | відбір не проводився        | відбір не проводився        | відбір не проводився        | відбір не проводився        | відбір не проводився        |                    |
| 1969                       | Таїланд                    | переможець                 | 1-е                        | 5                          | 4                          | 1                          | 0                          | 18                         | 4                          | відбір не проводився        | відбір не проводився        | відбір не проводився        | відбір не проводився        | відбір не проводився        | відбір не проводився        |                    |
| 1970                       | Філіппіни                  | груповий етап              | 10-е                       | 3                          | 1                          | 0                          | 2                          | 12                         | 4                          | відбір не проводився        | відбір не проводився        | відбір не проводився        | відбір не проводився        | відбір не проводився        | відбір не проводився        |                    |
| 1971                       | Японія                     | груповий етап              | 13-е                       | 3                          | 0                          | 1                          | 2                          | 1                          | 6                          | відбір не проводився        | відбір не проводився        | відбір не проводився        | відбір не проводився        | відбір не проводився        | відбір не проводився        |                    |
| 1972                       | Таїланд                    | четверте місце             | 4-е                        | 6                          | 3                          | 0                          | 3                          | 11                         | 7                          | відбір не проводився        | відбір не проводився        | відбір не проводився        | відбір не проводився        | відбір не проводився        | відбір не проводився        |                    |
| 1973                       | Іран                       | чвертьфінали               | 6-е                        | 3                          | 0                          | 1                          | 2                          | 1                          | 6                          | відбір не проводився        | відбір не проводився        | відбір не проводився        | відбір не проводився        | відбір не проводився        | відбір не проводився        |                    |
| 1974                       | Таїланд                    | четверте місце             | 4-е                        | 6                          | 4                          | 0                          | 2                          | 15                         | 4                          | відбір не проводився        | відбір не проводився        | відбір не проводився        | відбір не проводився        | відбір не проводився        | відбір не проводився        |                    |
| 1975                       | Кувейт                     | відмовилися від участі     | відмовилися від участі     | відмовилися від участі     | відмовилися від участі     | відмовилися від участі     | відмовилися від участі     | відмовилися від участі     | відмовилися від участі     | відбір не проводився        | відбір не проводився        | відбір не проводився        | відбір не проводився        | відбір не проводився        | відбір не проводився        |                    |
| 1976                       | Таїланд                    | третє місце                | 3-є                        | 5                          | 2                          | 2                          | 3                          | 8                          | 8                          | відбір не проводився        | відбір не проводився        | відбір не проводився        | відбір не проводився        | відбір не проводився        | відбір не проводився        |                    |
| 1977                       | Іран                       | відмовилися від участі     | відмовилися від участі     | відмовилися від участі     | відмовилися від участі     | відмовилися від участі     | відмовилися від участі     | відмовилися від участі     | відмовилися від участі     | відбір не проводився        | відбір не проводився        | відбір не проводився        | відбір не проводився        | відбір не проводився        | відбір не проводився        |                    |
| 1978                       | Бангладеш                  | відмовилися від участі     | відмовилися від участі     | відмовилися від участі     | відмовилися від участі     | відмовилися від участі     | відмовилися від участі     | відмовилися від участі     | відмовилися від участі     | відбір не проводився        | відбір не проводився        | відбір не проводився        | відбір не проводився        | відбір не проводився        | відбір не проводився        |                    |
| 1980                       | Таїланд                    | фінальний етап             | 4-е                        | 4                          | 1                          | 0                          | 3                          | 6                          | 5                          | 4                           | 2                           | 1                           | 1                           | 11                          | 5                           |                    |
| 1982                       | Таїланд                    | не кваліфікувалася         | не кваліфікувалася         | не кваліфікувалася         | не кваліфікувалася         | не кваліфікувалася         | не кваліфікувалася         | не кваліфікувалася         | не кваліфікувалася         | 6                           | 3                           | 0                           | 3                           | 21                          | 10                          |                    |
| 1985                       | ОАЕ                        | фінальний етап             | 4-е                        | 3                          | 0                          | 0                          | 3                          | 3                          | 13                         | 5                           | 2                           | 2                           | 1                           | 7                           | 4                           |                    |
| 1986                       | Саудівська Аравія          | не кваліфікувалася         | не кваліфікувалася         | не кваліфікувалася         | не кваліфікувалася         | не кваліфікувалася         | не кваліфікувалася         | не кваліфікувалася         | не кваліфікувалася         | 3                           | 1                           | 1                           | 1                           | 3                           | 2                           |                    |
| 1988                       | Катар                      | не кваліфікувалася         | не кваліфікувалася         | не кваліфікувалася         | не кваліфікувалася         | не кваліфікувалася         | не кваліфікувалася         | не кваліфікувалася         | не кваліфікувалася         | 6                           | 3                           | 1                           | 2                           | 26                          | 5                           |                    |
| 1990                       | Індонезія                  | не кваліфікувалася         | не кваліфікувалася         | не кваліфікувалася         | не кваліфікувалася         | не кваліфікувалася         | не кваліфікувалася         | не кваліфікувалася         | не кваліфікувалася         | N/A                         | N/A                         | N/A                         | N/A                         | N/A                         | N/A                         |                    |
| 1992                       | ОАЕ                        | груповий етап              | 8-е                        | 4                          | 1                          | 0                          | 3                          | 5                          | 13                         | 4                           | 3                           | 1                           | 0                           | 6                           | 1                           |                    |
| 1994                       | Індонезія                  | третє місце                | 3-є                        | 6                          | 3                          | 1                          | 2                          | 9                          | 6                          | 2                           | 2                           | 0                           | 0                           | 10                          | 0                           |                    |
| 1996                       | Південна Корея             | груповий етап              | 6-е                        | 4                          | 1                          | 1                          | 2                          | 3                          | 7                          | 3                           | 3                           | 0                           | 0                           | 24                          | 1                           |                    |
| 1998                       | Таїланд                    | груповий етап              | 5-е                        | 4                          | 1                          | 3                          | 0                          | 6                          | 2                          | кваліфікувалася як господар | кваліфікувалася як господар | кваліфікувалася як господар | кваліфікувалася як господар | кваліфікувалася як господар | кваліфікувалася як господар |                    |
| 2000                       | Іран                       | груповий етап              | 9-е                        | 4                          | 0                          | 1                          | 3                          | 4                          | 13                         | 3                           | 2                           | 1                           | 0                           | 21                          | 3                           |                    |
| 2002                       | Катар                      | груповий етап              | 5-е                        | 3                          | 0                          | 1                          | 2                          | 2                          | 7                          | 3                           | 2                           | 1                           | 0                           | 15                          | 1                           |                    |
| 2004                       | Малайзія                   | груповий етап              | 10-е                       | 3                          | 1                          | 1                          | 1                          | 3                          | 4                          | 2                           | 2                           | 0                           | 0                           | 4                           | 0                           |                    |
| 2006                       | Індія                      | груповий етап              | 10-е                       | 3                          | 1                          | 0                          | 2                          | 3                          | 5                          | 2                           | 2                           | 0                           | 0                           | 5                           | 1                           |                    |
| 2008                       | Саудівська Аравія          | груповий етап              | 11-е                       | 3                          | 1                          | 0                          | 2                          | 3                          | 4                          | 5                           | 4                           | 0                           | 1                           | 12                          | 3                           |                    |
| 2010                       | КНР                        | груповий етап              | 13-е                       | 3                          | 0                          | 1                          | 2                          | 1                          | 3                          | 5                           | 4                           | 0                           | 1                           | 9                           | 2                           |                    |
| 2012                       | ОАЕ                        | груповий етап              | 12-е                       | 3                          | 1                          | 0                          | 2                          | 3                          | 6                          | 4                           | 3                           | 1                           | 0                           | 15                          | 0                           |                    |
| 2014                       | М'янма                     | чвертьфінали               | 6-е                        | 4                          | 2                          | 0                          | 2                          | 6                          | 8                          | 3                           | 2                           | 0                           | 1                           | 10                          | 2                           |                    |
| 2016                       | Бахрейн                    | груповий етап              | 15-е                       | 3                          | 0                          | 0                          | 3                          | 3                          | 10                         | 4                           | 3                           | 0                           | 1                           | 14                          | 2                           |                    |
| 2018                       | Індонезія                  | чвертьфінали               | 5-е                        | 4                          | 1                          | 1                          | 2                          | 9                          | 14                         | 3                           | 2                           | 0                           | 1                           | 9                           | 5                           |                    |
| 2020                       | Узбекистан                 | не кваліфікувалася         | не кваліфікувалася         | не кваліфікувалася         | не кваліфікувалася         | не кваліфікувалася         | не кваліфікувалася         | не кваліфікувалася         | не кваліфікувалася         | 4                           | 2                           | 0                           | 2                           | 31                          | 3                           |                    |
| Усього                     | Усього                     | 31/39                      | Найкращий результат: 1-е   | 132                        | 51                         | 21                         | 60                         | 218                        | 206                        |                             | 71                          | 47                          | 9                           | 15                          | 251                         | 50                 |

### Юнацький чемпіонат АФФ з футболу (U-19)
| Юнацький чемпіонат АФФ | Юнацький чемпіонат АФФ | Юнацький чемпіонат АФФ | Юнацький чемпіонат АФФ   | Юнацький чемпіонат АФФ | Юнацький чемпіонат АФФ | Юнацький чемпіонат АФФ | Юнацький чемпіонат АФФ | Юнацький чемпіонат АФФ | Юнацький чемпіонат АФФ |
| Рік                    | Країна-господар        | Результат              | Місце                    | І                      | В                      | Н                      | П                      | Г+                     | Г-                     |
| ---------------------- | ---------------------- | ---------------------- | ------------------------ | ---------------------- | ---------------------- | ---------------------- | ---------------------- | ---------------------- | ---------------------- |
| 20021                  | Таїланд Камбоджа       | переможець             | 1-е                      | 6                      | 5                      | 1                      | 0                      | 24                     | 6                      |
| 20051                  | Індонезія              | груповий етап          | 7-е                      | 4                      | 2                      | 0                      | 2                      | 13                     | 6                      |
| 20061                  | Малайзія               | третє місце            | 3-є                      | 3                      | 1                      | 0                      | 2                      | 3                      | 6                      |
| 20071                  | В'єтнам                | третє місце            | 3-є                      | 5                      | 3                      | 1                      | 1                      | 18                     | 3                      |
| 2008                   | Таїланд                | четверте місце         | 4-е                      | 4                      | 1                      | 0                      | 3                      | 4                      | 6                      |
| 2009                   | В'єтнам                | переможець             | 1-е                      | 5                      | 3                      | 2                      | 0                      | 8                      | 3                      |
| 2010                   | В'єтнам                | віце-чемпіон           | 2-е                      | 4                      | 0                      | 3                      | 1                      | 2                      | 3                      |
| 2011                   | М'янма                 | переможець             | 1-е                      | 6                      | 5                      | 1                      | 0                      | 17                     | 2                      |
| 2012                   | В'єтнам                | відмовилися від участі | відмовилися від участі   | відмовилися від участі | відмовилися від участі | відмовилися від участі | відмовилися від участі | відмовилися від участі | відмовилися від участі |
| 2013                   | Індонезія              | груповий етап          | 9-е                      | 5                      | 1                      | 1                      | 3                      | 16                     | 12                     |
| 2014                   | В'єтнам                | третє місце            | 3-є                      | 4                      | 2                      | 0                      | 2                      | 9                      | 6                      |
| 2015                   | Лаос                   | переможець             | 1-е                      | 6                      | 6                      | 0                      | 0                      | 29                     | 2                      |
| 2016                   | В'єтнам                | віце-чемпіон           | 2-е                      | 7                      | 6                      | 0                      | 1                      | 16                     | 12                     |
| 2017                   | М'янма                 | переможець             | 1-е                      | 7                      | 5                      | 2                      | 0                      | 11                     | 2                      |
| 2018                   | Індонезія              | четверте місце         | 4-е                      | 7                      | 4                      | 1                      | 2                      | 17                     | 4                      |
| 2019                   | В'єтнам                | груповий етап          | 9-е                      | 5                      | 1                      | 2                      | 2                      | 6                      | 8                      |
| Усього                 | Усього                 | 15/16                  | Найкращий результат: 1-е | 78                     | 45                     | 14                     | 19                     | 193                    | 81                     |